# Jane Austen
Jane Austen (Steventon, Hampshire, 1775. december 16. – Winchester, Hampshire 1817. július 18.) angol regényírónő. A korában általános romantika túlzásaival szembefordulva a kritikai realizmus egyik úttörője.
Írásaira jellemző a feszes kompozíció és az ironikus látásmód.
Főszereplői intelligens, erkölcsileg erős hősnők, akik éles kontrasztban állnak környezetük balgaságával.

## Élete
A Hampshire megyei Steventon falujában született 1775. december 16-án. Anyja Cassandra Leight (1739–1827) nemesi család sarja, apja George Austen (1731–1805) anglikán vikárius volt. Nyolcan voltak testvérek, ő volt a hetedik. Öt bátyja, egy öccse és egy nővére volt. Apja plébánosként elég tekintélyes fizetést kapott, de mivel nyolc gyermeket kellett felnevelnie, nem számítottak tehetős családnak.
Jane élénk és szeretetteljes családi háttere ösztönzően hatott az írásra, sőt kiterjedt rokoni és baráti kapcsolatai révén élményei jóval messzebbre jutottak a steventoni parókiánál. Ebből a világból merítette regényeinek helyszíneit, szereplőit és témáját.
1783-ban Jane és nővére, Cassandra rövid időre egyik nagybátyjuk testvéréhez, Mrs. Cawleyhoz költözött, hogy ott tanulhassanak. Mrs. Cawley Oxfordban élt, később pedig Southamptonba költözött. A testvérpárt egy járvány kitörése után hazahozták.
1785–86-ban Jane-t és Cassandrát a readingi Abbey kollégiumba íratták, amely minden bizonnyal hasonlított az Emmában szereplő Mrs. Goddard iskolájára. Jane-t túl fiatalnak tartották, hogy hasznát lássa az iskolának, de anyjuk szerint, „ha Cassandrának fejét vették volna, Jane is levágatta volna sajátját”.
1800 decemberében a hetvenhez közel járó apja hirtelen úgy döntött, hogy visszavonul Bathba, és a rákövetkező évben a család is odaköltözött. Bathban töltött éveik során minden nyáron elutaztak a tengerpartra, és egyik nyaralásuk alkalmával esett meg Jane legtitokzatosabb szerelmi kalandja. Erről csupán annyit lehet tudni, amennyit Jane Austen halála után Cassandra az unokahúgainak elmondott, és még azután sem írtak róla évekig. Míg a család a partvidéken időzött, Jane találkozott egy fiatalemberrel, aki, úgy tűnt, kellően beleszeretett. Cassandra később is elismerően beszélt róla, és úgy gondolta, Jane számára jó parti lehetett volna. Caroline szerint „elváltak, de Jane a lelkére kötötte, hogy keresse fel őket újból.” Ennek ellenére nem sokkal később az ifjú halálhíréről számoltak be.

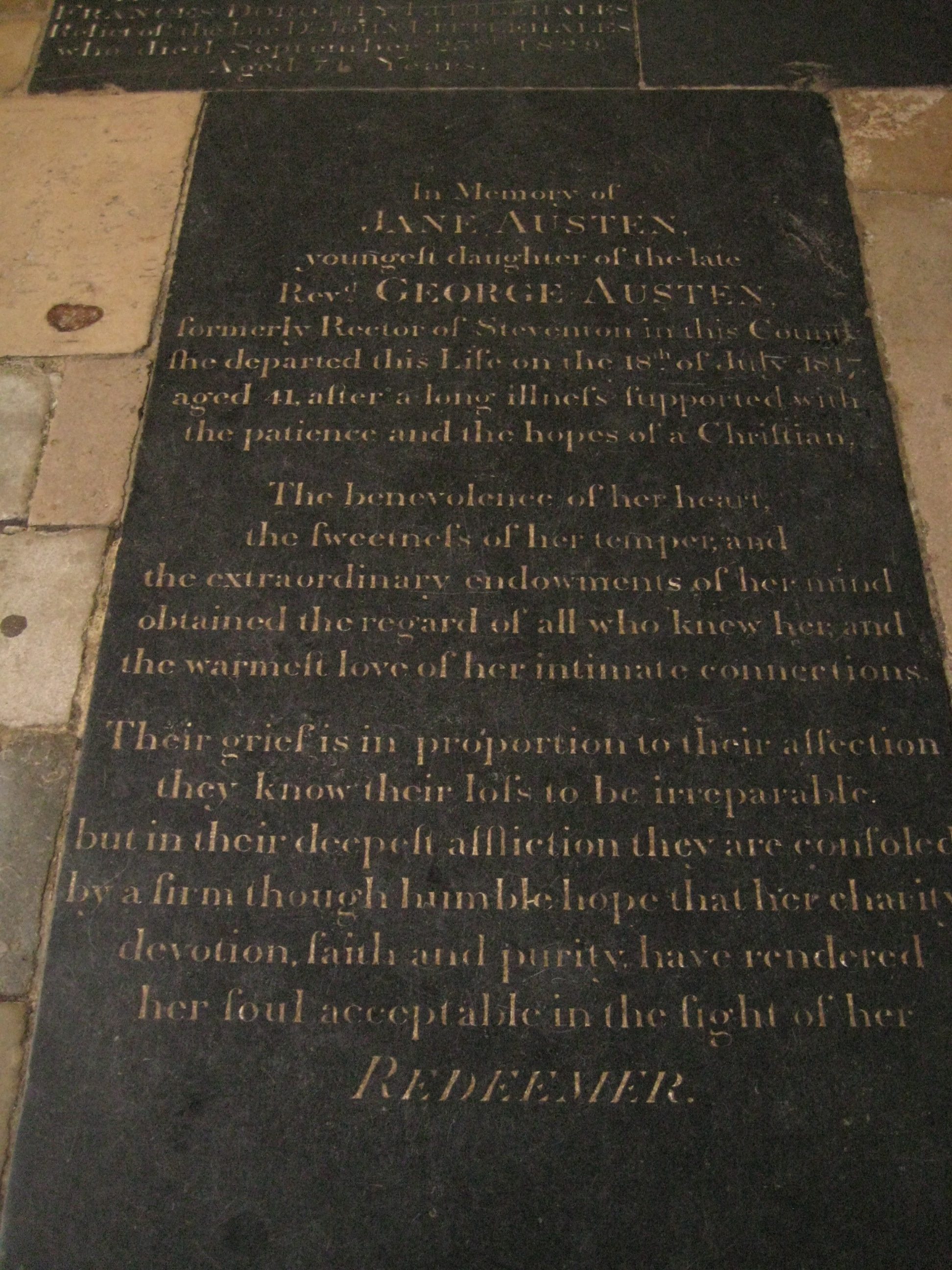
A sírkő Winchesterben

1805-ben, édesapjuk halála után Jane édesanyjával, nővérével, Frank bátyjával és annak feleségével Southamptonba költöztek, ahol 1809-ig éltek.
1809-től Chawtonban éltek, ahol Edward nevű bátyja egy kis házat bocsátott a család rendelkezésére. Edwardot az a szerencse érte, hogy egy jómódú nagybátyja adoptálta, így a George Austen halála után elszegényedett családot támogatni tudta.
Jane Austen sohasem ment férjhez, bár fiatalon eljegyezte magát Harris Bigg-Witherrel, de az eljegyzést később felbontották. Visszavonultan élt, mert súlyos betegségben szenvedett. Az orvosok előtt akkor még ismeretlen és gyógyíthatatlan Addison-kórban szenvedett, melynek következtében a teste elfeketedett. A betegség elhatalmasodása után már nem járt emberek közé, nővérével folytatott levelezéséből tudhatunk meg sokat az írónő életének ezen szakaszából.
1817-ben még Winchesterbe utazott a gyógyulás reményében, de betegsége olyan előrehaladott volt, hogy július 18-án meghalt. A winchesteri székesegyházban temették el, 24-én.

## Művei

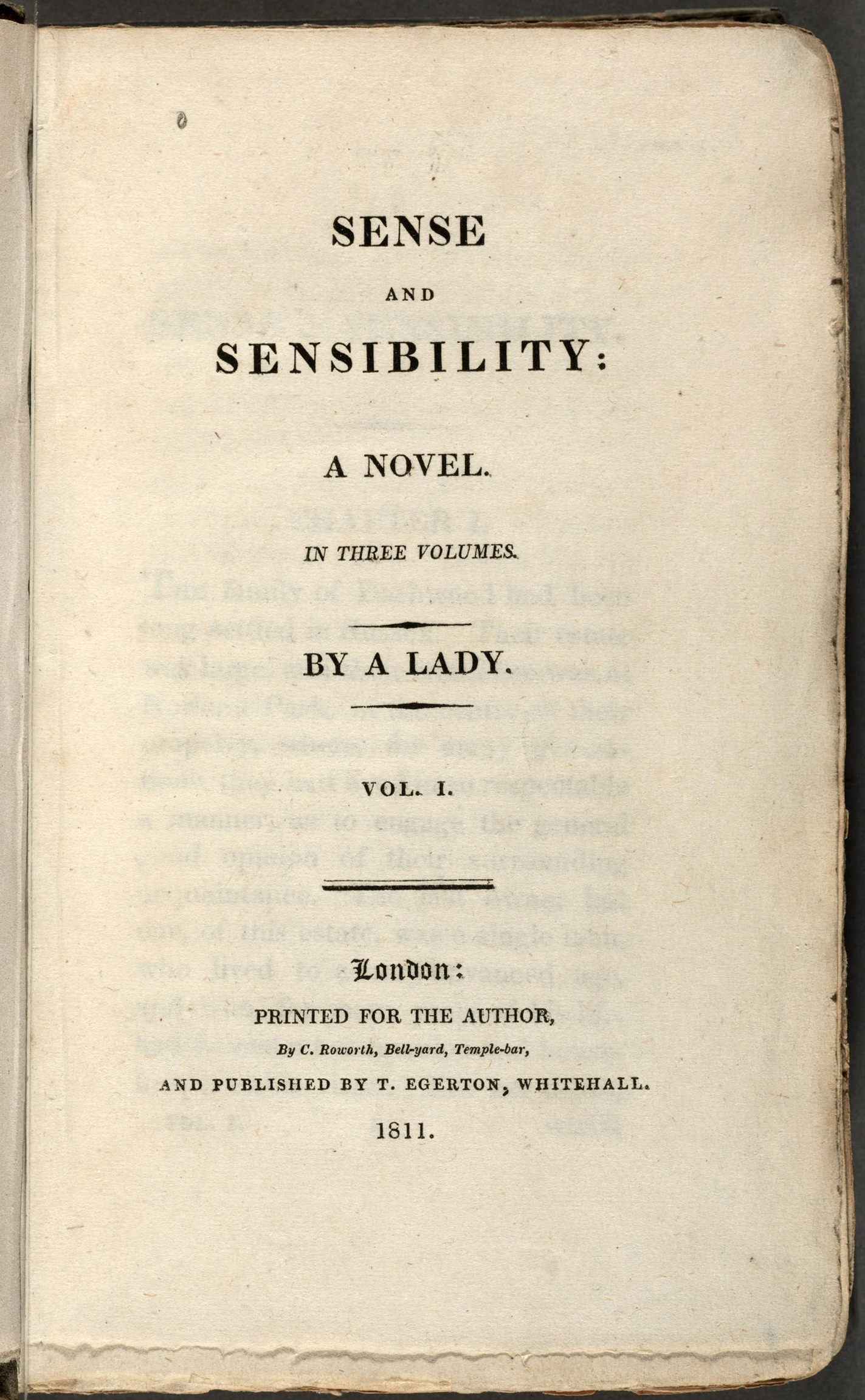
Az Értelem és érzelem, Jane Austen első publikált regényének címlapja (1811)

### Regények
- Értelem és érzelem (Sense and Sensibility), 1811
- Büszkeség és balítélet (Pride and Prejudice), 1813
- A mansfieldi kastély (Mansfield Park), 1814
- Emma (Emma), 1815
- Meggyőző érvek (Persuasion), 1818
- A klastrom titka (Northanger Abbey), 1818 (a regényt 1803-ban fejezte be, de csak 1818-ban adták ki)

### Korai írások
- Lady Susan
- Szerelem és barátság
- Catherine
- Charlotte

## Magyarul
- Büszkeség és balítélet. Regény; ford. Szenczi Miklós, bev. Szentkuthy Miklós; Európa, Bp., 1958 (A világirodalom klasszikusai)
- A mansfieldi kastély. Regény; ford. Réz Ádám; Európa, Bp., 1968 (A világirodalom remekei)
- Emma. Regény; ford. Csanak Dóra; Európa, Bp., 1969
- Értelem és érzelem. Regény; ford. Borbás Mária; Európa, Bp., 1976
- Meggyőző érvek. Regény; ford. Róna Ilona; Európa, Bp., 1980
- A Klastrom titka. Regény; ford. Borbás Mária; Európa, Bp., 1983
- Tartózkodó érzelem. Regény; ford. Róna Ilona; Fortuna, Bp., 1993
- Charlotte. Jane Austen utolsó, befejezetlen regénye, amelyet Julia Barrett egészített ki; ford. Barcza Gerda; Lazi, Szeged, 2003
- Lady Susan / Női levelek; ford. Barcza Gerda; Lazi, Szeged, 2005
- Büszkeség és balítélet; ford. Loósz Vera; Ulpius-ház, Bp., 2006
- Értelem és érzelem; ford. Borbás Mária; jav. kiad.; Palatinus, Bp., 2006
- Értelem és érzelem; ford. Sillár Emőke; Ulpius-ház, Bp., 2006
- Catharine és más korai művek; ford., jegyz. Barcza Gerda; Lazi, Szeged, 2006
- Lady Susan; ford. Greskovits Endre; Ulpius-ház, Bp., 2006
- Szerelem és barátság és más korai művek; ford., jegyz. Barcza Gerda; Lazi, Szeged, 2006
- Büszkeség és balítélet; ford. Bánki Dezső; Kossuth–Népszabadság, Bp., 2006 (A világirodalom klasszikusai)
- A klastrom titka; ford. Borbás Mária; 2. jav. kiad.; Palatinus, Bp., 2006
- Büszkeség és balítélet; ford. Hegedűs Emőke; Rebeka és Panni, Rétság, 2007
- A klastrom titka; ford. Latorre Ágnes; Ulpius-ház, Bp., 2007
- Értelem és érzelem; ford. Hegedűs Emőke; Rebeka és Panni, Rétság, 2007
- Meggyőző érvek; ford. Tomori Gábor; Ulpius-ház, Bp., 2007
- Szerelmek és ballépések. Jane Austen füveskönyve; vál., ford. Mártha Bence; Lazi, Szeged, 2008
- A mansfieldi kastély; ford. Simonyi Ágnes; Ulpius-ház, Bp., 2008
- Emma; ford. Tomori Gábor; Ulpius-ház, Bp., 2008
- A Watson család története. Jane Austen regénye, amelyet Merryn Williams fejezett be; ford. Barcza Gerda; Lazi, Szeged, 2008
- Értelem és érzelem; ford. Barcza Gerda; Lazi, Szeged, 2009
- A klastrom titka; ford. Béresi Csilla; Lazi, Szeged, 2010
- Büszkeség és balítélet; ford. Weisz Böbe; Alinea, Bp., 2013
- Jane Austen levelei; vál., ford., előszó Vallasek Júlia; Koinónia, Cluj-Napoca, 2014
- Szerelem és barátság; ford. Kada Júlia, versford. Dunajcsik Mátyás; Helikon, Bp., 2015 (Helikon zsebkönyvek)
- Catharine; ford. Kada Júlia, versford. Dunajcsik Mátyás; Helikon, Bp., 2015 (Helikon zsebkönyvek)
- Büszkeség és balítélet, 1-2.; ford. Sárossy-Beck Anita; Central Médiacsoport Zrt., Bp., 2017
- Minden napra; Manó könyvek, Bp., 2021

### Egyéb, átdolgozás, folytatás
- Seth Grahame-Smith: Büszkeség és balítélet meg a zombik. A klasszikus tizenkilencedik század eleji románc, most durván erőszakos zombidúlással; Jane Austen alapján, ford. Berta Ádám; Athenaeum, Bp., 2009
- Joanna Trollope: Értelem és érzelem; Jane Austen nyomán, ford. Dudik Annamária Éva; Kossuth, Bp., 2014
- Val McDermid: A klastrom titka; Jane Austen nyomán; ford. Gálvölgyi Judit; Kossuth, Bp., 2015
- Shannon Winslow: Titkok és szenvedélyek. Jane Austin Büszkeség és balítélet című regénye folytatódik; ford. Lakatos Anna; Lazi, Szeged, 2017

## Megfilmesített művei[14]
- Pride and Prejudice – Büszkeség és balítélet 1938 – TV-film
- Büszkeség és balítélet Pride and Prejudice – (Nálunk Talpig úriember címen mutatták be) 1940 – rendező: Robert Z. Leonard
- Emma – Emma 1948 – TV-film – rendező: Michael Barry
- Pride and Prejudice – Büszkeség és balítélet 1952 – televíziós minisorozat – rendező: Campbell Logan
- Orgoglio e pregiudizio – Büszkeség és balítélet 1957 – olasz televíziós minisorozat – rendező: Daniele D'Anza
- Pride and Prejudice – Büszkeség és balítélet 1958 – televíziós sorozat
- Emma – Emma 1960 – TV-film – rendező: Campbell Logan
- Persuasion – Meggyőző érvek 1960 – televíziós minisorozat – rendező: Campbell Logan
- Vier dochters Bennet, De – Büszkeség és balítélet 1961 – holland televíziós minisorozat
- Pride and Prejudice – Büszkeség és balítélet 1967 – televíziós sorozat – rendező: Joan Craft
- Sense and Sensibility – Értelem és érzelem 1971 – TV-film – rendező: David Giles
- Persuasion – Meggyőző érvek 1971 – televíziós minisorozat – rendező: Howard Baker
- Emma – Emma 1972 – televíziós minisorozat – rendező: John Glenister
- Pride and Prejudice – Büszkeség és balítélet 1980 – televíziós minisorozat – rendező: Cyril Coke
- Sense and Sensibility – Értelem és érzelem 1981 – TV-film – rendező: Rodney Bennett
- Mansfield Park – Mansfield Park 1983 – televíziós minisorozat – rendező: David Giles
- Northanger Abbey – Northanger Abbey 1986 – TV-film – rendező: Giles Foster
- Persuasion – Meggyőző érvek 1995 – TV-film – rendező: Roger Michell
- Pride and Prejudice – Büszkeség és balítélet (televíziós sorozat, 1995) – rendező: Simon Langton
- Sense and Sensibility – Értelem és érzelem 1995 – rendező: Ang Lee
- Emma – Emma 1996 – rendező: Douglas McGrath
- Emma – Emma 1996 – TV-film – rendező: Diarmuid Lawrence
- Mansfield Park – Mansfield Park 1999 – rendező: Patricia Rozema
- Kandukondain Kandukondain – Értelem és érzelem 2000 – rendező: Rajiv Menon
- Pride and Prejudice – Bűbájos büszkeség 2003 – rendező: Andrew Black
- Bride & Prejudice – Mátkaság és legényélet 2004 – rendező: Gurinder Chadha
- Pride & Prejudice – Büszkeség és balítélet 2005 – rendező: Joe Wright
- Mansfield Park – Mansfield Park 2007 – TV-film – rendező: Iain B. MacDonald
- Northanger Abbey – Northanger Abbey 2007 – TV-film – rendező: Jon Jones
- Persuasion – Tartózkodó érzelem 2007 -TV-film – rendező: Adrian Shergold
- Sense and Sensibility – Értelem és érzelem 2008 – televíziós minisorozat – rendező: John Alexander
- Emma – Emma 2009 – televíziós minisorozat – rendező: Jim O'Hanlon
- Pride and Prejudice and Zombies – Büszkeség és balítélet meg a zombik 2016 – rendező: Burr Steers
- Love & Friendship – Szerelem és barátság 2016 – TV film – rendező: Whit Stillman
- Emma – Emma 2020 – rendező: Autumn de Wilde
- Modern Persuasion – Meggyőző érvek 2020 – rendező: Alex Appel, Jonathan Lisecki
- Persuasion – Meggyőző érvek 2022 – rendező: Carrie Cracknell